# Эйдерштедт
Айдерштедт (Eiderstedt) — полуостров в Северной Фрисландии на западном берегу германской земли Шлезвиг-Гольштейн. Длина составляет 30 км, ширина — 15 км. Поверхность представляет почти сплошную маршевую землю, покрытую хорошими пастбищами. Жители, по происхождению северные фризы, в средние века находились в постоянных столкновениях с дитмаршенцами; в XVIII в. среди них начало распространяться нижненемецкое наречие. Развит туризм. Символ полуострова — маяк Вестерхеферзанд. Главные города — Тённинг и Гардинг.